# Атлас ракового генома
Атлас ракового генома (англ. The Cancer Genome Atlas, TCGA) или АРГ — проект, целью которого является систематизация данных о генетических мутациях, приводящих к возникновению рака. Систематизация проводится с помощью секвенирования и методов биоинформатики. Данный проект — совместная работа Национального Института Рака и Института Исследований Генома Человека, США.
Чтобы полноценно исследовать каждый вариант ракового заболевания, соответствующий образец проходил широкомасштабное исследование с применением методов секвенирования и биоинформатики: количественный анализ экспрессии генов и числа вариаций копий генов, генотипирование однонуклеотидных полиморфизмов, полногеномный анализ паттернов метилирования ДНК, секвенирование экзонов. Полученные данные находятся в открытом доступе, любой исследователь может с ними ознакомиться и использовать в своих работах.
Проект АРГ показал, что активное и масштабное сотрудничество исследователей из разных институтов может быть плодотворным, а данные, полученные в результате работы, могут использоваться учёными по всему миру.

## История
АРГ стартовал в 2005 году как пробный проект, рассчитанный на 3 года. На финансирование стартовой версии АРГ было выделено почти 100 миллионов долларов. На начальном этапе учёные провели характеристику мультиформной глиобластомы, рака легкого и рака яичников, так как эти заболевания являются причинами многих смертей в США каждый год.
Первый этап работы был пройден успешно, поэтому была поставлена цель охарактеризовать 20-25 типов рака к 2014 году. Систематизация генетических мутаций обеспечивалась двумя типами центров: стадия секвенирования — центрами описания геномов, а биоинформатический анализ данных — центрами по анализу геномных данных.
В сентябре 2013 года проектом АРГ было собрано достаточно образцов опухолевых тканей для характеристики более 30-ти типов рака. К 2017 году было детально изучено 33 вида злокачественных опухолей, включая 10 редких типов.
АРГ подходит к своему завершению в 2017 году, однако, все данные, полученные АРГ, останутся в свободном доступе. Пример успеха данного проекта доказывает целесообразность совместной работы нескольких организаций при работе в сфере раковой геномики и поможет в будущих исследованиях в данной области.

## Принципы и этапы работы

### Получение и обработка тканей
У пациентов с диагностированным раком с их разрешения берут часть раковой и нормальной ткани (как правило, кровь). Ткани и жидкости, используемые для анализа, называются образцом или биоматериалом.
Образцы тканей пациентов, которые будут использоваться для геномных исследований, должны пройти строгий контроль качества, чтобы их генетический материал (ДНК и РНК) мог быть использован в сложном генетическом анализе с применением технологий секвенирования нового поколения. Проверкой, обработкой и подготовкой тканей к дальнейшим анализам, а также непосредственно выделением ДНК и РНК занимаются лаборатории по анализу образцов при АРГ (Biospecimen Core Resources). Вся информация о пациентах является конфиденциальной. К образцам предъявляются строгие критерии качества, например, содержание раковых клеток в биоматериале должно быть не менее 60 %. Ранее этот критерий был равен 80 %, но его удалось понизить с началом использования секвенирования нового поколения.

### Исследования и открытия
Для каждого типа рака анализируются опухолевые и нормальные ткани сотен пациентов. Большое количество образцов нужно для статистической значимости определения полного геномного профиля соответствующего заболевания. Составление геномного профиля необходимо для выявления тех изменений, которые приводят к развитию опухоли. В данной работе задействованы центры описания геномов, центры высокопроизводительного секвенирования, а также центры по анализу геномных данных. Первые анализируют множество генетических изменений (например, такие, как число вариаций копий генов), которые потенциально вовлечены в развитии опухоли, а также изменения в уровнях экспрессии генов в раковых тканях по сравнению с нормальными клетками организма, которые выступают в качестве контроля. Затем центры высокопроизводительного секвенирования определяют изменения в ДНК, ассоциированные с определенным типом рака. Достигается это с помощью секвенирования экзомов, 10 % тканей проходит полногеномное секвенирование с целью выявления изменений, не затрагивающих экзоны, но потенциально влияющих на раковую трансформацию. В результате получается огромное количество информации, которое обрабатывают центры по анализу геномных данных. Эти же центры предоставляют различные инструменты для визуализации и анализа данных в АРГ, чтобы содействовать их более широкому использованию среди учёных по всему миру.

### Обмен данными
Вся информация, полученная в ходе работы исследователей, хранилась координирующим центром АРГ (англ. TCGA Data Coordinating Center) и поступала в открытые базы данных. Исследователи искали, скачивали и анализировали данные АРГ с помощью соответствующего портала (TCGA Data Portal), в котором содержались геномные профили соответствующих типов рака. В связи с окончанием контракта АРГ с Координирующим центром (DCC), 15 июля 2016 года портал данных АРГ был закрыт. Сейчас данные по проекту АРГ находятся в свободном доступе на портале Genomics Data Commons.

## Члены сообщества исследователей АРГ
- Лаборатория по анализу образцов (Biospecimen Core Resource, BCR)[14]  — занимается классификацией, обработкой, проверкой образцов на качество, хранением всей важной медицинской информации о пациенте.
- Центры определения генов (Genome Characterization Centers, GCCs)[8]  — используют современные технологии для анализа геномных изменений, вовлеченных в развитие опухоли (например, хромосомные перестройки). Центры определения генов обеспечивают сообщество исследователей рака информацией об изменениях уровня экспрессии генов, количества микроРНК, присутствии однонуклеотидных полиморфизмов и изменении количества копий генов в клетках опухоли по сравнению со здоровыми клетками.
- Центры высокопроизводительного секвенирования (Genome Sequencing Centers, GSCs)[9]  — занимаются непосредственным определением изменений в последовательностях ДНК, которые ассоциированы с определенным типом рака. Для каждого случая заболевания раком производят секвенирование ДНК клеток опухоли и клеток здоровой ткани.
- Центры анализа протеома (Proteome Characterization Centers, PCCs)[15] — занимаются установлением и анализом общего белкового состава образцов АРГ.
- Координирующий центр АРГ (Data Coordinating Center, DCC)[11] — собирает, хранит и распространяет всю информацию, получаемую в ходе работы остальных центров, входящих в состав АРГ, а также делает эту информацию доступной на портале данных АРГ и перенаправляет информацию в центр раковой геномики.
- Центр раковой геномики (Cancer Genomics Hub, CGHub)[11] — в этой базе данных хранятся последовательности раковых геномов и выравнивания последовательностей ДНК из опухолевых и нормальных тканей.
- Центры анализа геномных данных (Genome Data Analysis Centers, GDACs)[9]  — предоставляют возможность для использования данных АРГ, занимаются обработкой информации, поступающей с центров секвенирования и описания геномов.
- Группы АРГ, занимающиеся анализом данных (TCGA Analysis Working Groups, AWGs)[16] — состоят из экспертов в разных областях науки и медицины (онкология, медицинская патология, биоинформатика, системная биология). Совместная работа данных групп учёных направлена на анализ различных типов рака на основе данных, полученных АРГ и на публикации результатов.

## Примеры некоторых исследований АРГ

### Глиобластома
В 2008 году команда исследователей АРГ сообщила о некоторых результатах в изучении опухоли мозга, глиобластомы; они открыли новые генетические мутации в ДНК, которые можно использовать для диагностики и лечения. Учёные достигли такого результата благодаря масштабному исследованию геномов, выделенных из опухолевых тканей 206 пациентов с диагностированной глиобластомой. Данные включают в себя информацию о точечных мутациях, хромосомных перестройках (например, вариации числа копий генов), уровнях экспрессии генов, об эпигеномике. Сотрудники АРГ отсеквенировали 601 ген из образцов опухолевых тканей и сравнили эти результаты с контрольными образцами. Им удалось выявить значимые и статистически достоверные мутации, которые отличают клетки глиобластомы от нормальных, и которые ранее не были охарактеризованы. Исследователи смогли определить четыре подтипа глиобластомы, которые отличаются друг от друга по своим геномным характеристикам, уровню выживаемости, возрасту пациентов и их реакции на лечение. Данные подтипы были названы проневральной, невральной, классической и мезенхимальной глиобластомой. Ранжирование пациентов важно для развития индивидуальной терапии, что может привести к повышению эффективности медицинского вмешательства.

### Рак яичников
Рак яичников занимает пятое место среди причин женской смертности в США. Из-за нехватки эффективных методов лечения женщины с таким диагнозом имеют довольно негативные прогнозы: только 31 % всех пациенток живёт дольше пяти лет с момента диагностирования заболевания. Ввиду крайней актуальности исследований в области данного вида рака, учёные АРГ решили охарактеризовать его одним из первых и предложить потенциальные новые мишени для терапии. Исследователям удалось найти сотни генов в опухолевых тканях, которые были делетированы, либо дуплицированы. Среди этих генов есть 68 дуплицированных, для продуктов которых уже известны соответствующие ингибиторы. Это открытие дает стартовую точку в поиске новых лекарств для терапии рака яичников. Исследователи выяснили, что в зависимости от того, какие гены чрезмерно экспрессируются в опухолевых клетках яичника, можно предсказать продолжительность жизни пациента. Были определены 108 и 85 генов, которые ассоциированы с хорошей и плохой выживаемостью соответственно. Люди, у которых повышена экспрессия соответствующих 108 генов, живут на 23 % дольше, чем те, у кого чрезмерно экспрессируются другие 85 генов. По сравнению с раком яичника, глиобластома имеет принципиально другой геномный паттерн: она больше характеризуется генетическими мутациями, как правило, в одних и тех же генах, а вариация числа копий генов, в отличие от рака яичника, представлена куда в меньшей степени. Это позволяет сделать предположение, что разные типы рака отличаются между собой именно характером изменений в ДНК. Если эта теория верна, то можно планировать изучения отдельных геномных профилей для каждого ракового заболевания.

## Финансирование
Тестовую версию проекта АРГ на три года профинансировали Национальный Институт Рака (NCI) и Институт Исследований Генома Человека (NHGRI), предоставив по 50 миллионов долларов. После этого NCI направлял по 25 миллионов долларов в год на поддержание второй фазы АРГ на протяжении пяти лет, а NHGRI — по 25 миллионов долларов в год на протяжении двух лет. В 2009 году был заключен акт (American Recovery and Reinvestment Act, ARRA), обеспечивающий АРГ дополнительное финансирование в сумме 175 миллионов долларов. После подписания этого документа началась вторая фаза существования АРГ. Совет директоров NCI предоставил ещё 25 миллионов долларов в первый год после ARRA, направленных на анализ последовательностей, и ещё 25 миллионов долларов во второй год второй фазы АРГ. В общей сложности, на секвенирование образцов было выделено 150 миллионов долларов, а также 70 миллионов было направлено на сбор образцов, контроль их качества и выделение ДНК и РНК.

## Результаты работы АРГ
АРГ включает в себя образцы от более чем 11 000 пациентов для 33 типов рака, и на сегодняшний день это самая большая коллекция опухолей. Данные образцы анализируются на наличие ключевых геномных и молекулярных особенностей. Сбор образцов АРГ закончился в 2013 году и по состоянию на апрель 2017 года ученые АРГ уже окончательно закончили секвенирование экзомов для всех типов опухолей и полногеномное секвенирование для более чем 1000 образцов раковых тканей. Более чем 2700 научных статей ссылаются на работы АРГ, доказывая огромную роль данного проекта в развитии представлений о раковых заболеваниях. Все данные АРГ доступны и могут быть использованы для публикаций без ограничений.
| Тип рака                                    | Количество проанализированных образцов | Выявленные мутации |
| ------------------------------------------- | -------------------------------------- | --- |
| Острая миелоидная лейкемия                  | 200                                    | В 99,5 % случаев идентифицируется по меньшей мере одна несинонимическая мутация в каком-то гене из следующего списка: NPM1 (27%), гены опухолевого супрессора (15,5 %), гены, связанные с метилированием ДНК (43,5 %), сигнальные гены (59%), гены, модифицирующие хроматин (30,5 %), гены миелоидного транскрипционного фактора (22 %), гены когезинового комплекса (13%) и сплайсосомные гены (13,5%). |
| Адренокортикальная карцинома                | 92                                     | Мутации генов PRKAR1A, RPL22, TERF2, CCNE1 и NF1. Также выявлена частая потеря большой части ДНК с последующим удвоением всего генома, увеличенная экспрессия TERT, уменьшение длины теломер и активация программ клеточного цикла. |
| Уротелиальная карцинома мочевого пузыря     | 412                                    | Значимые рецидивирующие мутации в 32 генах, включая гены, участвующие в регуляции клеточного цикла, регуляции хроматина и киназных сигнальных путей. Идентифицированы периодические слияния FGFR3-TACC3 в рамке, а также экспрессия и интеграция некоторых вирусов (включая HPV16). |
| Глиома головного мозга 2 степени            | 516                                    | Мутации IDH и делеция 1p/19q сопровождаются мутациями в генах CIC, FUBP1, NOTCH1 и промоторе гена TERT, мутация IDH без делеции 1p/19q сопровождается мутациями в TP53 (94 %) и нактивацией ATRX (86 %), если мутации IDH нет, то геномные аберрации сходны с таковыми в глиобластоме. |
| Инвазивная карцинома молочной железы        | 1098                                   | Соматические мутации трёх генов TP53, PIK3CA и GATA3 наблюдались в >10 % случаев, в некоторых случаях выявлены специфические мутации генов GATA3, PIK3CA и MAP3K1. Также идентифицирована потеря гена E-cadherin и мутации генов PTEN, TBX3 и FOXA1. |
| Рак шейки матки                             | 307                                    | Мутации генов SHKBP1, ERBB3, CASP8, HLA-A и TGFBR2. Также обнаружены амплификации в иммунных мишенях CD274/PD-L1 и PDCD1LG2/PD-L2. Наблюдалась интеграция вирусов HPV во всех случаях заражения HPV18 и в 76 % случаев заражения HPV16, сопровождаемая различными структурными аберрациями и повышенной экспрессией целевой ДНК. В HPV-негативных опухолях выявлены частые мутации генов KRAS, ARID1A и PTEN. |
| Холангиокарцинома                           | 51                                     | Мутации IDH, сопровождаемые низкой экспрессией модификаторов хроматина, повышенной экспрессией митохондриальных генов и увеличением числа копий митохондриальной ДНК. |
| Аденокарцинома толстой кишки                | 461                                    | Мутации в генах APC, TP53, SMAD4, PIK3CA, KRAS, ARID1A, SOX9 и FAM123B/WTX, амплификация ERBB2, IGF2, слияние NAV2 и TCF7L1(компонент WNT сигнального пути), в 75 % случаев гиперметилирование и замалчивание MLH1. |
| Рак пищевода                                | 185                                    | Частые геномные амплификации CCND1 и SOX2 и/или TP63 при плоскоклеточной карциноме, а амплификация ERBB2, VEGFA и GATA4 и/или GATA6 при аденокарциномах. |
| Мультиформная глиобластома                  | 617                                    | Мутации в EGFR, NF1, TP53, PlK3R1, PIK3CA, IDH1, PTEN, RB1, LZTR1, мутации в генах-модификаторах хроматина в 40 % случаев. |
| Сквамозная клеточная карцинома головы и шеи | 528                                    | Преобладают мутации онкогена PIK3CA, потеря гена TRAF3 и амплификация гена клеточного цикла E2F1. В случаях опухолей, вызванных курением, наблюдаются мутации TP53, инактивация CDKN2A и амплификация 3q26 / 28 и 11q13 / 22. В ряде случаев определены мутации генов HRAS, PIK3CA, CASP8, NOTCH1 и TP53, а также мутации NSD1, генов ANUBA и FAT1 сигнального пути WNT и активации фактора окислительного стресса NFE2L2. Также амплификация гена TP63 и повышенная экспрессия генов иммунитета и пролиферации. |
| Хромофобная карцинома почки                 | 113                                    | Мутация в промоторной области гена TERT, увеличение экспрессии этого гена. |
| Гипернефроидный рак                         | 537                                    | Мутации VHL, PBRM1, ARID1A, SMARCA4, мутации генов пути PI(3)K/AKT, изменения генов цикла Кребса, пентозофосфатного пути и генов транспортера глутамина, изменением метилирования промотора MiR-21 и GRB10. |
| Папиллярный рак почки                       | 291                                    | Мутации MET или SETD2, замалчивание CDKN2A, слияния TFE3, повышенная экспрессия NRF2 – компонента ARE сигнального пути. |
| Гепатоцеллюлярная карцинома                 | 377                                    | |
| Легочная аденокарцинома                     | 585                                    | Мутации RIT1, MGA, EGFR (чаще у женщин), RBM10 (чаще у мужчин), в 13 % случаев выявлены аберрации в NF1, MET, ERBB2 и RIT1. |
| Сквамозно-клеточная карцинома легких        | 504                                    | Мутации TP53, мутации в главном гене гистосовместимости HLA-A класса I, мутации в генах плоскоклеточной дифференциации, генах пути PI(3)K, а также мутации в генах NFE2L2, KEAP1, CDKN2A и RB1, амплификация гена TP63, повышенная экспрессия генов иммунитета и пролиферации. |
| Диффузная лимфома из больших В-клеток       | 58                                     | |
| Мезотелиома                                 | 87                                     | |
| Серозная цистаденокарцинома яичника         | 608                                    | Мутации в TP53 выявлены в 96 % изученных случаях; мутации в NF1, BRCA1, BRCA2, RB1 и CDK12, метилирование промоторов 168 генов и значительные аберрации копий 113 генов, также выявлено, что в примерно половине случаев повреждена система гомологичной рекомбинации. |
| Аденокарцинома поджелудочной железы         | 185                                    | |
| Феохромоцитома и параганглиома              | 179                                    | Мутации генов CSDE1, HRAS, RET, EPAS1 и NF1, различные слияния генов MAML3, BRAF, NGFR и NF1. |
| Аденокарцинома предстательной железы        | 500                                    | Слияние генов ERG, ETV1/4 и FLI1 или мутации генов SPOP, FOXA1 и IDH1 выявлены в 74 % случаев, в 25 % случаях рака выявлены нарушения в PI3K или MAPK сигнальных путях, также наблюдается инактивация генов репарации ДНК в 19 %. |
| Аденокарцинома прямой кишки                 | 172                                    | Мутации в генах APC, TP53, SMAD4, PIK3CA, KRAS, ARID1A, SOX9 и FAM123B/WTX, амплификация ERBB2, IGF2, слияние NAV2 и TCF7L1(компонент WNT сигнального пути), в 75 % случаев гиперметилирование и замалчивание MLH1. |
| Саркома                                     | 261                                    | |
| Кожная меланома                             | 470                                    | Мутации в BRAF, RAS, NF1, KIT. |
| Аденокарцинома желудка                      | 443                                    | Мутации гена PIK3CA, повышенный уровень метилирования ДНК, амплификация генов JAK2, CD274 и PDCD1LG2. |
| Опухоли тестикулярных эмбриональных клеток  | 150                                    | |
| Тимома                                      | 124                                    | |
| Карцинома щитовидной железы                 | 507                                    | EIF1AX, PPM1D, CHEK2, а также различные слияния генов. |
| Карциносаркома матки                        | 57                                     | Мутации генов TP53, PTEN, PIK3CA, PPP2R1A, FBXW7 и KRAS. |
| Саркома эндометрия матки                    | 560                                    | Небольшое количество изменений числа копий или мутаций гена TP53, частые мутации в PTEN, CTNNB1, PIK3CA, ARID1A, KRAS, ARID5B. |
| Увеальная меланома                          | 80                                     | |